# Bariba (langue)
Pour les articles homonymes, voir Bariba.
Le bariba (nom attribué par le colonisateur, probablement issu du yoruba), ou baatonum (baatɔnum en bariba), est une langue du Bénin et de l’Ouest du Nigeria (État de Kwara et État de Niger). C'est l'une des langues au Bénin les plus parlées dans la partie septentrionale de ce pays et dans les grandes villes de la partie méridionale telles que Cotonou, Abomey-Calavi, Sèmè-Kpodji et Porto-Novo.

## Situation géographique
On lit dans Lombard que « le baatɔnum est parlé dans le Nord du Bénin sur une aire étendue de plus de 50 000 km2 avec les grands centres Banikoara au Nord-Ouest, Kandi au Nord-Est, Kouandé au Sud-Ouest, Nikki à l’Est et Parakou au Sud, avec une avancée vers le Sud-Est, au-delà de la frontière du Nigeria sur 2 000 km2 ».
Au Nigeria où le baatɔnum est parlé dans l’État de Kwara précisément dans les divisions de Okuta, Ilesha, Yashikira, Gwanara, Kaiama et Busa, Lavergne de Tressan signale des villages habités par des baatɔmbus dans la partie orientale de Sokodé au Togo. Déjà sur la base du recensement de 1931, Westerman [réf. nécessaire] estimait à 239 542 les locuteurs natifs du baatɔnum. Selon Grimes (1992)[source insuffisante] ce nombre est de 400 000 locuteurs.
Elle est parlée dans une vaste aire géographique nommée Baru Tem (terre baatɔnu) ou Baru wuu (village baatɔnu). La transcription française du Baru Wuu connait une altération : le colonisateur, à cette époque, a des difficultés linguistiques et phonétiques vis-à-vis des langues à ton. Ainsi, malencontreusement, le Baru Wuu s’écrit désormais Borgou, et ce nom demeure ainsi encore aujourd'hui dans les annales de l’histoire.
Les habitants s’appellent baatɔmbu ou Baru Bibu (fils du Baru Wuu ou Borgou) et parlent la langue baatɔnum. Le Baru Wuu (Borgou) est l’un des départements septentrionaux de la République du Bénin. Il se situe sur la rive droite du fleuve Niger avec une superficie de plus de 70 000 km2 dont 20 000 au Nigeria et plus de 50 000 au Nord-Bénin dans les départements du Borgou, de l'Alibori, de l'Atacora (dans les régions de Kèru, Wassa et Kpande actuel Kouandé) et une partie du Nigéria.
Cette langue est parlée par les baatɔmbu (sing. baatɔnu), appelés improprement Bariba par les colonisateurs.

## Généralités
Elle appartient au groupe linguistique gur (langues dites voltaïques) (cf. gourmantché). Cette langue, relativement complexe, possède des classes nominales et des niveaux de tons.
Depuis 1970 environ, elle s'écrit et a été la première langue du pays à être utilisée pour l'alphabétisation, notamment dans le cadre de l'organisation des paysans en groupements villageois (coopératives).

## Nomenclature
Dans la littérature l’on rencontre plusieurs termes qui désignent le Baatombum. Les trois termes les plus courants sont cependant :
- Bargu (Westerman & Bryan (1970)[source insuffisante] ; Bender-Samuel (1971)[source insuffisante]
- Bariba (Lombard (1965); Soutar (1964b, 1966, 1970a)[source insuffisante], Manessy (1993)[4])
- Baatɔnum (Dindi (1984, 1986), Doneux (1965), Prost (1979), Saka (1989), Gouroubéra (2002), Gaba (2003)[4] pour ne citer que ceux-là.

Bargu ne désigne en tout cas pas la langue, le baatɔnum. Borgou étant le nom de la Province/du Département du Nord-Est du Bénin (aujourd'hui séparé en deux: Borgou et Alibori), ce nom est vraisemblablement une déformation due aux colonisateurs et qui devait désigner le territoire habité par des Baatɔmbu. Le terme utilisé par les locuteurs pour désigner leur territoire est le Baru wuu, un composé de Baru- et de -wuu
 (mai 2015).
- Si vous ne connaissez pas le sujet, laissez ce bandeau (vous pouvez alors contacter les auteurs).
- Si vous supprimez le contenu mis en cause (vous pouvez préalablement contacter les auteurs),

argumentez précisément cette suppression dans la page de discussion
(un manque de référence n'est pas un argument ; une recherche réelle de référence doit avoir été effectuée, être formellement documentée).
| Baru                        | + | wuu  | → | baru wuu         |
| qui appartient aux baatɔmbu | + | pays | → | pays des Baatɔnu |

Le terme bargu peut en revanche se décomposer en Bàrù et gu. Le premier étant le suffixe qui marque le possessif au niveau des noms de la classe 7. 
- (2)   Baru + gu   →   barugu    « qui appartient à la civilisation baatɔnu »

Les exemples en (3) suivants montrent que le radical baru- s’associe à d’autres termes pour indiquer leur appartenance à la civilisation baatɔnu.
- (3)     a- baru + bekuru → baru bekuru    « tissu de fabrication artisanale »
  - pagne
- b- baru + tem  → baru tem    « territoire baatɔnu »
  - terre
- c- baru + keu →  baru keu  « alphabétisation en langue nationale »
  - étude
- d- baru + tɔnu        →     baatɔnu     « ethnonyme »
  - homme

On observe en 3d la chute du suffixe [-ru] suivie de l’allongement de la voyelle [a]. C’est ce qui explique la dérivation de baatɔnu. On comprendra donc plus facilement qu’en suffixant la marque de la classe 10 /-m/ on dérive le glossonyme baatɔnum. En effet les glossonymes se forment par suffixation de /-m/ aux ethnonymes comme en (4) suivant :
- (4)
  - a- /baatɔnu  +  m/     [baatɔnum]  « glossonyme »
    - ethnonyme  cl.10

  - b- /kao  + m/      [kaom]  « langue cab »
    - cab   cl.10

Quant au terme Bariba, il reçoit diverses interprétations d’un auteur à un autre.
Le découpage structurel qu’en donne Gaba (2003 :7)[source insuffisante] n’est pas satisfaisant. Selon Gaba (2003 :7), bariba est formé du radical bari- qui signifie « cheval » et d’un suffixe collectif « ba » qui signifie « homme », l’ensemble donnant le sens de « cavalier » au terme bariba. Mais encore faudrait-il préciser en quelle langue et donc suivant quelles règles s’opère un tel découpage. Car le sens de « cheval » attribué au radical bari- nous renvoie plutôt à la langue Dendi ou Zarma. Mais nous n’avons pas connaissance d’un pareil radical en baatɔnum, même pas au sein des emprunts. Pas plus que l’existence d’un suffixe collectif   –ba au sens de « homme ».
Selon Lombard, bariba est un « terme d’origine yoruba appliqué aux habitants du Borgou méridional ». Ceci nous semble plus convaincant du fait qu’une source orale indique que cette appellation serait inspirée du nom Baba d’une divinité implantée au Nigeria. Ceci reste toutefois à prouver.[Interprétation personnelle ?]
Plusieurs études utilisent le terme baatɔnum pour désigner la langue car c’est le nom que les locuteurs eux-mêmes donnent à leur langue. L’ethnonyme est baatɔnu dont le pluriel est baatɔmbu. On utilise aussi baatɔnu comme adjectif dans des constructions du genre « langue et culture baatɔnu ».

## Classification
Le baatɔnum est reconnu comme une langue Gur. Mais il n’est pas encore établi une filiation certaine avec d’autres langues du même groupe. Beaucoup d’hypothèses sont formulées.
Koelle (1854), dans sa Polyglotta africana, le range en tant que « unclassified high sudan languages ». Westerman & Bryan (1970) et Greenberg (1963 :8)[source insuffisante] en font respectivement une « single unit » et « un sous-groupe entier ». Bendor-Samuel (1971 :148)[source insuffisante] estime que this language appears to stand by itself, pendant que Naden (1989)[source insuffisante] le classe comme « possible central Gur ».
L’hypothèse la plus récente et la plus précise reste celle de Manessy [Interprétation personnelle ?]. Selon cette hypothèse, le Baatɔnum est placé au sein du groupe voltaïque central sud à côté du Dogosé-Gan.

## Dialectologie
Selon Dubois (1981:150)[source insuffisante], la dialectologie « désigne la discipline qui s’est donné pour tâche de décrire comparativement les différents systèmes ou dialectes dans lesquels une langue se diversifie dans l’espace et d’établir leurs limites ».
Les diverses formes constituant une langue sont appelées dialectes ou parlers. La dialectologie consiste à étudier les particularités de chacune de ces formes constituant une même langue. Il s’agit également d’établir « les lignes idéales séparant deux ou plusieurs aires dialectales qui génèrent pour un trait donné des formes ou des systèmes différents » selon Dubois (1981:270)[réf. incomplète]. Ces lignes sont appelées isoglosses. Dans le cadre de la théorie structurale inspirée de l’article is a structural dialectology possible ? de Weinrich (1954)[réf. incomplète], la dialectologie s’assigne pour mission de reconstituer des systèmes supérieurs aux variantes et les propriétés qui permettent également de les différencier. Il s’agit d’une « diasynchronie » au sens de Nicole (1987:40)[réf. incomplète].

### Matériaux linguistiques
Homogénéité ou non ?
La majorité des auteurs qui ont étudié le Baatonum l’ont considéré comme une langue remarquablement homogène suivant l’expression de Manessy.
Welmers n’a pas constaté de différences sensibles entre les parlers de Nikki et Parakou, ni entre ces derniers et le dialecte de Kandi (sauf en ce qui concerne l’inventaire des tons). Prost qui a travaillé à Tobré dans l’ancienne sous-préfecture de Kouandé  ne signale que quelques légères différences par rapport au dialecte « central » de Nikki–Parakou, notamment dans la morphologie du verbe. Grossenbacher (1972) désigne par une « tendance à la dégradation » les écarts entre le baatonum « classique » et les parlers « des zones périphériques » : effacement des consonnes intervocaliques ou réduction du nombre des classes nominales ».
Il semble que ces différences relevées par les auteurs eux–mêmes leur paraissent paradoxalement négligeables puisqu’ils en arrivent tous à la conclusion d’une homogénéité de la langue. Certes, nous remarquerons que l’inventaire des unités phonologiques segmentales ne varie pas d’un parler à un autre. Il est aussi vrai que l’intercompréhension est presque parfaite entre les locuteurs de différentes régions. Mais l’étude en dialectologie du Baatɔnum présente un intérêt puisqu’il existe d’un parler à un autre plusieurs particularités morphologiques.
Saka écrit que « compte tenu de son aire d’extension, le Baatɔnum connaît plusieurs variantes et que dans cet ensemble, trois grandes variantes sont remarquables. Il s’agit du : parler de la région Nikki –N’dali –Bèmbèrèkè ; du parler de Banikoara et du parler des régions de Kouandé–péhunco–Kérou ».
Variation entre les parlers du Baatonum
Nicole (1987:41) [réf. incomplète] écrit : « la variation phonique est certainement plus importante car c’est essentiellement sur elle que le locuteur se fonde pour repérer l’origine de son interlocuteur ». Il ajoute que « les variations lexicales ou grammaticales ne fondent pas la distinction dialectale, elles semblent s’y ajouter comme l’un des éléments décisifs, parfois même, surtout en ce qui concerne la grammaire largement identique, venir simplement corroborer une différenciation basée sur des variations phoniques ».
En résumé des points de vue des divers auteurs concernant le baatonum, nous retenons qu’il est question des différences au niveau (i) phonétique concernant principalement l’inventaire des sons et leur distribution ; (ii) morphologique aussi bien nominale que verbale ; (iii) de l’inventaire des tons.

## Écriture
| majuscules | A | B | D | E | Ɛ | F | G | GB | I | K | KP | L | M | N | O | Ɔ | P | R | S | T | U | W | Y |
| minuscules | a | b | d | e | ɛ | f | g | gb | i | k | kp | l | m | n | o | ɔ | p | r | s | t | u | w | y |

La transcription du bariba se fait à l'aide de l'alphabet national béninois et nécessite, outre les lettres latines, les caractères spéciaux suivants (issus de l'alphabet phonétique) :
- ‹ ɔ › pour le o ouvert
- ‹ ɛ › pour le e ouvert
- la nasalisation est indiquée à l’aide d’un tilde sur les voyelles ‹ ã ɛ̃ ĩ ɔ̃ ũ ›[11].

Comme pour beaucoup d'autres langues africaines la lettre ‹ u › se prononce /u/ (comme le ‹ ou › français), et ‹ e › se prononce /e/ (comme le ‹ é › français).
Proverbe en baatɔnum
Voici un proverbe en baatɔnum : « Wɔmun sira tura, bu ka ge bɔke ». = litt. « La queue du singe suffit, pour qu'on l'attache avec ».
(Anciennement) les chasseurs ayant tué un singe, l'attachaient à l'aide de sa propre queue à une perche qui était portée par deux hommes pour l'amener au village. L'interprétation de ce proverbe est : « je n'ai pas besoin d'aide extérieure, je me débrouille très bien seul ».
Écritures de 0 à 200 en langue bariba:
0- kam
1- tia
2- yiru
3- ita
4- nnɛ
5- nɔɔbu
6- nɔbaa tia
7- nɔba yiru
8- nɔba ita
9- nɔba nnɛ
10- wɔkuru
11- wɔkura tia
12- wɔkura yiru
13- wɔkura ita
14- wɔkura nnɛ
15- wɔkura nɔɔbu
16- wɔkura nɔɔbu ka tia
17- wɔkura nɔɔbu ka yiru
18- wɔkura nɔɔbu ka ita
19- wɔkura nɔɔbu ka nnɛ
20- yɛndu
21- yɛnda tia
22- yɛnda yiru
23- yɛnda ita
24- yɛnda nnɛ
25- yɛnda nɔɔbu
26- yɛnda nɔɔbu ka tia
27- yɛnda nɔɔbu ka yiru
28- yɛnda nɔɔbu ka ita
29- yɛnda nɔɔbu ka nnɛ
30- tɛna
31- tɛna ka tia
32- tɛna ka yiru
33- tɛna ka ita
34- tɛna ka nnɛ
35- tɛna ka nɔɔbu
36- tɛna ka nɔbaa tia
37- tɛna ka nɔba yiru
38- tɛna ka nɔba ita
39- tɛna ka nɔba nnɛ
40- weeru
41- weeru ka tia
42- weeru ka yiru
43- weeru ka ita
44- weeru ka nnɛ
45- weeru ka nɔɔbu
46- weeru ka nɔbaa tia
47- weeru ka nɔba yiru
48- weeru ka nɔba ita
49- weeru ka nɔba nnɛ
50- werakuru
51- werakuru ka tia
52- werakuru ka yiru
53- werakuru ka ita
54- werakuru ka nnɛ
55- werakuru ka nɔɔbu
56- werakuru ka nɔbaa tia
57- werakuru ka nɔba yiru
58- werakuru ka nɔba ita
59- werakuru ka nɔba nnɛ
60- wata
61- wata ka tia
62- wata ka yiru
63- wata ka ita
64- wata ka nnɛ
65- wata ka nɔɔbu
66- wata ka nɔbaa tia
67- wata ka nɔba yiru
68- wata ka nɔba ita
69- wata ka nɔba nnɛ
70- wata ka wɔkuru
71- wata ka wɔkura tia
72- wata ka wɔkura yiru
73- wata ka wɔkura ita
74- wata ka wɔkura nnɛ
75- wata ka wɔkura nɔɔbu
76- wata ka wɔkura nɔɔbu ka tia
77- wata ka wɔkura nɔɔbu ka yiru
78- wata ka wɔkura nɔɔbu ka ita
79- wata ka wɔkura nɔɔbu ka nnɛ
80- wɛnɛ
81- wɛnɛ ka tia
82- wɛnɛ ka yiru
83- wɛnɛ ka ita
84- wɛnɛ ka nnɛ
85- wɛnɛ ka nɔɔbu
86- wɛnɛ ka nɔbaa tia
87- wɛnɛ ka nɔba yiru
88- wɛnɛ ka nɔba ita
89- wɛnɛ ka nɔba nnɛ
90- wɛnɛ ka wɔkuru
91- wɛnɛ ka wɔkura tia
92- wɛnɛ ka wɔkura yiru
93- wɛnɛ ka wɔkura ita
94- wɛnɛ ka wɔkura nnɛ
95- wɛnɛ ka wɔkura nɔɔbu
96- wɛnɛ ka wɔkura nɔɔbu ka tia
97- wɛnɛ ka wɔkura nɔɔbu ka yiru
98- wɛnɛ ka wɔkura nɔɔbu ka ita
99- wɛnɛ ka wɔkura nɔɔbu ka nnɛ
100- wunɔbu
101- wunɔbu ka tia
102- wunɔbu ka yiru
103- wunɔbu ka ita
104- wunɔbu ka nnɛ
105- wunɔbu ka nɔɔbu
106- wunɔbu ka nɔbaa tia
107- wunɔbu ka nɔba yiru
108- wunɔbu ka nɔba ita
109- wunɔbu ka nɔba nnɛ
110- wunɔbu ka wɔkuru
111- wunɔbu ka wɔkura tia
112- wunɔbu ka wɔkura yiru
113- wunɔbu ka wɔkura ita
114- wunɔbu ka wɔkura nnɛ
115- wunɔbu ka wɔkura nɔɔbu
116- wunɔbu ka wɔkura nɔɔbu ka tia
117- wunɔbu ka wɔkura nɔɔbu ka yiru
118- wunɔbu ka wɔkura nɔɔbu ka ita
119- wunɔbu ka wɔkura nɔɔbu ka nnɛ
120- wuna teeru
121- wuna teeru ka tia
122- wuna teeru ka yiru
123- wuna teeru ka ita
124- wuna teeru ka nnɛ
125- wuna teeru ka nɔɔbu
126- wuna teeru ka nɔbaa tia
127- wuna teeru ka nɔba yiru
128- wuna teeru ka nɔba ita
129- wuna teeru ka nɔba nnɛ
130- wuna teeru ka wɔkuru
131- wuna teeru ka wɔkura tia
132- wuna teeru ka wɔkura yiru
133- wuna teeru ka wɔkura ita
134- wuna teeru ka wɔkura nnɛ
135- wuna teeru ka wɔkura nɔɔbu
136- wuna teeru ka wɔkura nɔɔbu ka tia
137- wuna teeru ka wɔkura nɔɔbu ka yiru
138- wuna teeru ka wɔkura nɔɔbu ka ita
139- wuna teeru ka wɔkura nɔɔbu ka nnɛ
140- wuna weeru
141- wuna weeru ka tia
142- wuna weeru ka yiru
143- wuna weeru ka ita
144- wuna weeru ka nnɛ
145- wuna weeru ka nɔɔbu
146- wuna weeru ka nɔbaa tia
147- wuna weeru ka nɔba yiru
148- wuna weeru ka nɔba ita
149- wuna weeru ka nɔba nnɛ
150- wuna weeru ka wɔkuru
151- wuna weeru ka wɔkura tia
152- wuna weeru ka wɔkura yiru
153- wuna weeru ka wɔkura ita
154- wuna weeru ka wɔkura nnɛ
155- wuna weeru ka wɔkura nɔɔbu
156- wuna weeru ka wɔkura nɔɔbu ka tia
157- wuna weeru ka wɔkura nɔɔbu ka yiru
158- wuna weeru ka wɔkura nɔɔbu ka ita
159- wuna weeru ka wɔkura nɔɔbu ka nnɛ
160- wuna wata
161- wuna wata ka tia
162- wuna wata ka yiru
163- wuna wata ka ita
164- wuna wata ka nnɛ
165- wuna wata ka nɔɔbu
166- wuna wata ka nɔbaa tia
167- wuna wata ka nɔba yiru
168- wuna wata ka nɔba ita
169- wuna wata ka nɔba nnɛ
170- wuna wata ka wɔkuru
171- wuna wata ka wɔkura tia
172- wuna wata ka wɔkura yiru
173- wuna wata ka wɔkura ita
174- wuna wata ka wɔkura nnɛ
175- wuna wata ka wɔkura nɔɔbu
176- wuna wata ka wɔkura nɔɔbu ka tia
177- wuna wata ka wɔkura nɔɔbu ka yiru
178- wuna wata ka wɔkura nɔɔbu ka ita
179- wuna wata ka wɔkura nɔɔbu ka nnɛ
180- wuna wɛnɛ
181- wuna wɛnɛ ka tia
182- wuna wɛnɛ ka yiru
183- wuna wɛnɛ ka ita
184- wuna wɛnɛ ka nnɛ
185- wuna wɛnɛ ka nɔɔbu
186- wuna wɛnɛ ka nɔbaa tia
187- wuna wɛnɛ ka nɔba yiru
188- wuna wɛnɛ ka nɔba ita
189- wuna wɛnɛ ka nɔba nnɛ
190- wuna wɛnɛ ka wɔkuru
191- wuna wɛnɛ ka wɔkura tia
192- wuna wɛnɛ ka wɔkura yiru
193- wuna wɛnɛ ka wɔkura ita
194- wuna wɛnɛ ka wɔkura nnɛ
195- wuna wɛnɛ ka wɔkura nɔɔbu
196- wuna wɛnɛ ka wɔkura nɔɔbu ka tia
197- wuna wɛnɛ ka wɔkura nɔɔbu ka yiru
198- wuna wɛnɛ ka wɔkura nɔɔbu ka ita
199- wuna wɛnɛ ka wɔkura nɔɔbu ka nnɛ
200- goobu